# Problema de Fermi

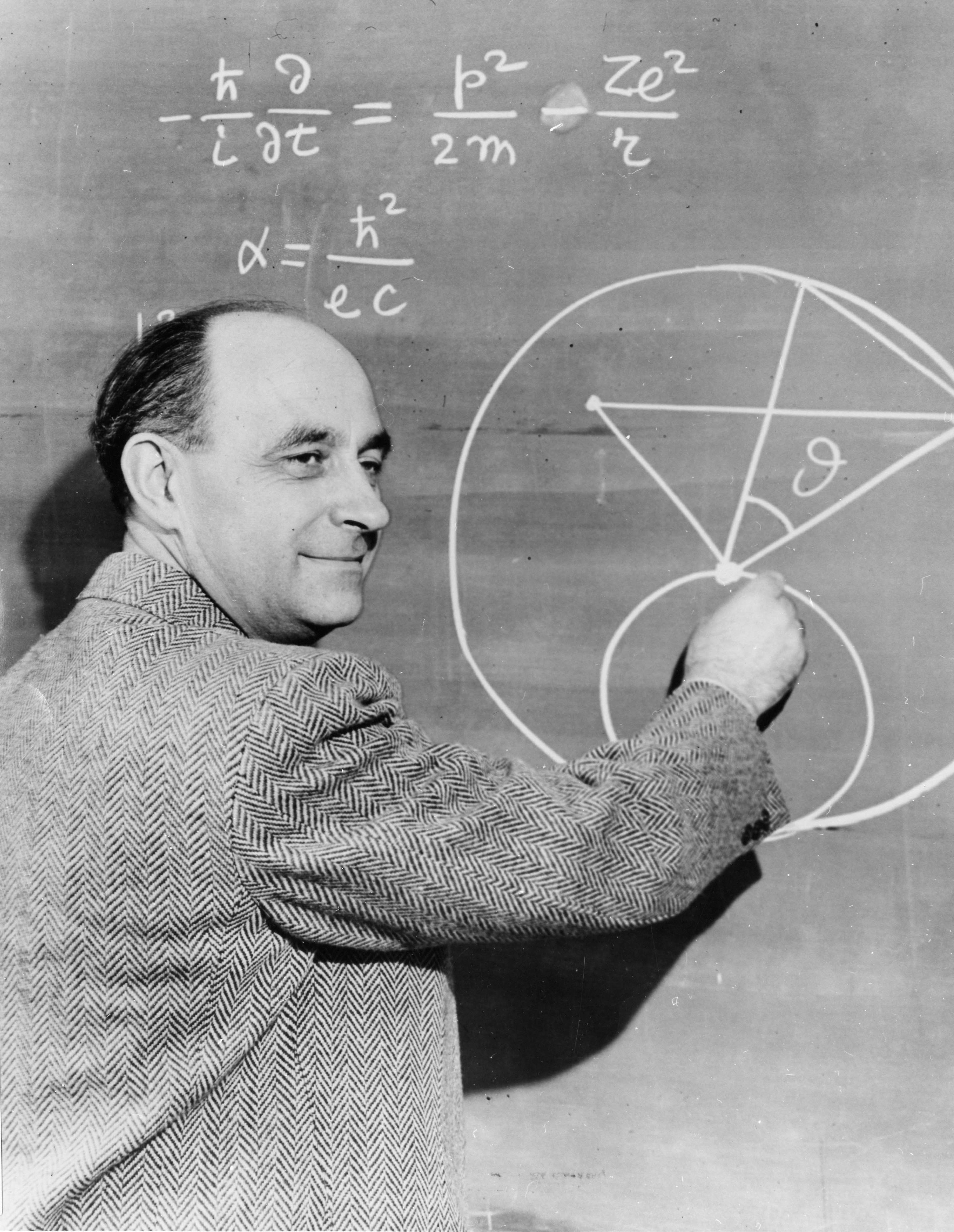
Enrico Fermi

En física se denomina problema de Fermi, pregunta de Fermi o estimación de Fermi, en homenaje al físico Enrico Fermi, a problemas que involucran el cálculo rápido de cantidades que parecen imposibles de estimar dada la limitada información disponible.
En la enseñanza de la física se utiliza la denominación en problemas diseñados para enseñar análisis dimensional y cálculo de estimaciones, mostrando la importancia de identificar claramente las hipótesis utilizadas.

## Planteamiento del problema
Fermi era conocido por su habilidad para hacer buenos cálculos a partir de datos escasos o nulos. Un ejemplo es su estimación del poder de la bomba detonada en la prueba Trinity, basándose en la distancia viajada por los papeles caídos de su mano durante la explosión.
El problema clásico de Fermi, generalmente atribuido a él, es calcular cuántos afinadores de piano hay en Chicago. Una solución típica involucra multiplicar una serie de estimaciones que arrojarían la respuesta correcta si las estimaciones lo fueran. Por ejemplo, podrían hacerse las siguientes suposiciones:
- Hay 9 millones de personas viviendo en Chicago.
- En promedio, viven dos personas en cada casa de Chicago.
- Una de cada veinte casas tiene un piano que es afinado regularmente.
- Dichos pianos son afinados una vez por año.
- A un afinador de pianos le lleva dos horas afinar un piano, incluyendo el tiempo de viaje.
- Cada afinador trabaja 8 horas por día, 5 días a la semana y 50 semanas en un año.

A partir de estas suposiciones se puede determinar que el número de afinaciones de piano en un año en Chicago es
(9.000.000 personas) / (2 personas/casa) * (1 piano/20 casas) * (1 afinación por piano por año) = 225.000 afinaciones por año.
Como cada afinador trabaja 50 * 5 * 8 = 2000 horas por año y cada afinación requiere 2 horas, cada afinador realiza 1000 afinaciones por año.
Como se calcularon 225.000 afinaciones por año, resulta que en Chicago hay 225 afinadores.
La respuesta obtenida probablemente no sea exacta debido, sobre todo, a errores en las suposiciones iniciales, sin embargo, se supone que al hacer las suposiciones, los errores se irán compensando unos con otros.  Igualmente, este tipo de análisis muestra qué datos es necesario buscar para tener una mejor respuesta. Por ejemplo, podría buscarse una estimación mejor del número de pianos afinados por un afinador en un día típico, o buscar un dato más preciso sobre la cantidad de personas que viven en Chicago.

## Análisis de los resultados
La aproximación calculada podría ser suficiente para cierto propósito y no para otro. Por ejemplo, si se quiere empezar un negocio en Chicago que provea equipamiento de afinación, y se sabe que se necesitarán 10 000 consumidores potenciales para mantener el negocio, se puede asumir razonablemente la conveniencia de pensar en otro plan, dado que el número de consumidores estimados es muy inferior al necesario.
También es posible determinar una cota superior aproximada del número de afinadores estimando los valores máximos y mínimos de las hipótesis usadas en el cálculo.

## La ecuación de Drake
Un ejemplo famoso de un problema del tipo Fermi es la ecuación de Drake, concebida por el radioastrónomo y presidente del Instituto SETI, Frank Drake, con el propósito de estimar la cantidad de civilizaciones en la Vía Láctea susceptibles de poseer emisiones de radio detectables. Multiplicando todos los factores relevantes da como resultado que el número de civilizaciones inteligentes y comunicativas en la galaxia es igual a los años que dura una civilización.
La pregunta de por qué la nuestra nunca ha encontrado otras, si hay un número significativo de civilizaciones, se llama la Paradoja de Fermi y puede resumirse como "la creencia común de que el Universo posee numerosas civilizaciones avanzadas tecnológicamente, combinada con nuestras observaciones que sugieren todo lo contrario, es paradójica, sugiriendo que o bien nuestro conocimiento o nuestras observaciones son defectuosas o incompletas".

## Aplicaciones usuales
Los científicos suelen aplicar el método de Fermi antes de pasar a métodos más sofisticados para calcular una respuesta precisa a un determinado problema. Esto resulta útil para comparar los resultados dado que, mientras la complejidad de un cálculo preciso podría oscurecer algún error, la simplicidad de los cálculos de Fermi lo hace menos probable. Es preferible hacer el cálculo de Fermi antes como forma de evitar que las suposiciones resulten influidas por el conocimiento del resultado del cálculo sofisticado.
Las estimaciones de Fermi también son útiles para aproximar problemas donde la opción óptima del método de cálculo a aplicar depende del tamaño de la respuesta. Por ejemplo, una estimación de Fermi podría indicar si las tensiones internas de una estructura son lo suficientemente bajas como para ser adecuadamente descritas por elasticidad lineal.